# 久保英恵
久保 英恵（くぼ はなえ、1982年12月10日 - ）は、北海道苫小牧市出身の女子アイスホッケー選手である。北海道苫小牧工業高等学校、浅井学園大学短期大学部（現・北翔大学短期大学部）卒業。ポジションはフォワード。岩倉ペリグリン（現・道路建設ペリグリン）、オークビルアイス（カナダ）を経てSEIBUプリンセス ラビッツ所属。日本代表選手として冬季オリンピック3大会（2014年ソチ、2018年平昌、2022年北京）に出場している。

## 来歴
兄の影響で4歳からアイスホッケーを続けてきた。小学生時には男子に混じって苫小牧市選抜チームの主力として活躍。
中学生時の1997年にアイスホッケー女子日本代表に初選出され、1998年長野オリンピック時は代表候補。2001年に開催されたソルトレークシティオリンピック予選、2004年に開催されたトリノオリンピック予選に出場したがいずれも敗退しオリンピックには出場できなかった。
2005年、カナダのNWHL（ナショナル・ウイメンズ・ホッケー・リーグ）・オークビルアイスに移籍して、1シーズンのみだったが主力としてプレーした。トロント在住の若林仁にも出会う。
2008年に開催されたバンクーバーオリンピック予選の日本代表には選出されなかった。日本が予選を通過してオリンピック出場が決定したときの代表復帰を狙っていたが、予選敗退したため、現役引退を決意。2010年3月に札幌市で開催された全日本女子アイスホッケー選手権大会最終戦の岩倉ペリグリン戦で2得点をあげてSEIBUプリンセス ラビッツの3連覇に貢献したが、試合後に現役引退を表明。
その後故郷の苫小牧に帰っていたが、2011年夏になでしこジャパンがW杯優勝したことに刺激を受け、さらに、オリンピック予選突破には久保の力が必要と考える若林仁（2011年夏に日本アイスホッケー連盟副会長に就任）からの説得も受け、その熱意に促されて現役復帰を決意。日本代表に返り咲き、2013年2月にスロバキアのポプラトで開催されたソチオリンピック最終予選では3試合で2得点、3アシストをマークして予選突破に貢献。大会MVPおよびFW部門のベストプレーヤー賞を受賞した。
2013年10月1日付で太陽生命保険に入社。
2017年2月に苫小牧市で開催された平昌オリンピック最終予選では3試合で5得点をマークして2大会連続の予選突破に貢献した。
フォワードとしての決定力の高さから、“氷上のスナイパー”というニックネームが付けられている。